# Tatjana Dmitrijewna Kusnezowa
Tatjana Dmitrijewna Kusnezowa (russisch Татьяна Дмитриевна Кузнецова; * 14. Juli 1941 in Gorki; † 28. August 2018) war eine sowjetische Kosmonautenanwärterin.

## Leben
Nach der Mittelschule (Abschluss 1958) und Schreibmaschinen- und Stenografiekursen (1959) arbeite Kusnezowa im Forschungsinstitut NII-35 des Ministeriums für Elektronik-Industrie der UdSSR in Moskau zunächst als Stenografin, dann Komsomol-Sekretärin (1960–1961) und Oberlaborantin (1961–1962). Seit 1959 war sie im 1. Moskauer Aeroclub aktiv und war seit 1961 Absolute Moskau-Meisterin im Fallschirmspringen. Sie siegte in den allrussischen Wettbewerben. Sie trat 1961 in die Fallschirm-Nationalmannschaft der UdSSR und absolvierte bis März 1962 mehr als 250 Fallschirmsprünge.
Am 10. März 1962 wurde Kusnezowa zur Sowjetarmee einberufen. Am 12. März 1962 wurde sie zur Kosmonautenausbildung in das Juri-Gagarin-Kosmonautentrainingszentrum aufgenommen. Nach bestandener Prüfung im Januar 1965 war sie Kosmonautin der 2. Staffel. Von Mai bis November 1965 wurde sie zur 2. Pilotin der 2. Mannschaft (zusammen mit Schanna Dmitrijewna Jorkina) für den 10- bis 15-tägigen Flug im Raumschiff Woschod vorbereitet. Von Januar bis Mai 1966 wurde sie für den 15- bis 20-tägigen Flug vorbereitet. Allerdings wurde das Woschod-Programm abgebrochen, sodass der Flug nicht mehr stattfand. Neben der Kosmonautenausbildung studierte sie an der Ingenieur-Fakultät der Militärakademie für Ingenieure der Luftstreitkräfte „Prof. N. J. Schukowski“ mit Abschluss als Pilot-Kosmonaut-Ingenieur (1964–1969). Am 1. Oktober 1969 wurde sie infolge der Auflösung der Kosmonautinnengruppe aus der Kosmonautenstaffel entlassen. Kusnezowa diente nun in Rüstungsämtern der Luftstreitkräfte der Sowjetunion.
Als 1978 die Idee des Frauenflugs wiederbelebt wurde, erhielt Kusnezowa nach Prüfung durch die medizinische Kommission die Zulassung für das Spezialtraining. Am 20. März 1979 wurde sie leitende Ingenieurin in der 3. Verwaltungsabteilung des Kosmonautentrainingszentrums und wissenschaftliche Mitarbeiterin des 4. Laboratoriums für Strahlenschutz. Am 29. Januar 1982 wurde sie Chef des 4. Laboratoriums. Am 14. Mai 1984 wurde sie zum Oberst der Luftstreitkräfte befördert. Am 6. April 1991 ging sie in den Ruhestand.
Kusnezowa war verheiratet mit dem Ingenieur Lado Wladimirowitsch Pizchelauri, der sich 1965 vergeblich als Kosmonaut beworben hatte. Ihr Sohn Wladimir wurde Programmierer bei Microsoft in den USA.

## Ehrungen
- Sportmeister der Sowjetunion
- Medaille „20. Jahrestag des Sieges im Großen Vaterländischen Krieg 1941–1945“
- Medaille „50 Jahre Streitkräfte der UdSSR“
- Jubiläumsmedaille „Zum Gedenken an den 100. Geburtstag von Wladimir Iljitsch Lenin“
- Medaille „60 Jahre Streitkräfte der UdSSR“
- Medaille „Für einwandfreien Dienst“ III. Klasse, II. Klasse, I. Klasse
- Medaille „70 Jahre Streitkräfte der UdSSR“
- Medaille „Veteran der Streitkräfte der UdSSR“